# Shackles
Shackles war eine australische Thrash- und Death-Metal-Band aus Sydney, die im Jahr 2000 gegründet wurde und sich 2009 auflöste.

## Geschichte
Die Band wurde im Jahr 2000 gegründet und bestand anfangs aus dem Bassisten Rainer Wischnewski, dem Sänger Ian Belshaw, dem Gitarristen Loony und dem Schlagzeuger Matt. In den folgenden drei Jahren veränderte sich die Besetzung stark: Wischnewski verließ die Band und der Posten des Schlagzeugers wechselte mehrfach. Dadurch war es der Band kaum möglich Aufnahmen anzufertigen oder richtige Konzerte abzuhalten. Nachdem sich eine halbwegs stabile Besetzung gefunden hatte, wurden Auftritte in Sydney abgehalten. Erst Mitte 2004 fand sich eine wirkliche feste Besetzung. Ian hatte mittlerweile auch den Bass übernommen, das Schlagzeug besetzte Joss Šeparović und die E-Gitarren wurden von Dario Lastro und Matt Alfieri gespielt. Daraufhin folgten Auftritte in ganz Australien, mit Konzerten unter anderem in Melbourne, Brisbane, Canberra, Hobart und Bendigo. Dabei trat die Gruppe unter anderem zusammen mit Toxic Holocaust auf. Zudem veröffentlichte die Gruppe verschiedene Demos. Obwohl sie genügend Songs für ein Album gehabt hätte, wartete die Band mit den Arbeiten daran, da sie zunächst versuchte ihre Bekanntheit weiter zu steigern. Durch das Demo Orgy of Corpses im Jahr 2005 wurde das Label Beer in Your Ear Records auf die Band aufmerksam, worüber 2006 das Demo Coup de Grace erschien. Das Demo besteht sowohl aus Studio- als auch aus Live-Aufnahmen. Im folgenden Jahr schlossen sich Auftritte in Sydney zusammen mit Denial of God sowie der japanischen Band Defiled an. Gegen Ende des Jahres erschien die Single Inquisitor's Curse. Auch 2008 wurden weitere Auftritte abgehalten, unter anderem im Dezember zusammen mit Grave. 2009 erschien über Hells Headbangers Records das Debütalbum Traitors' Gate. Im selben Jahr löste sich die Band auf. In ihrer Karriere trat die Gruppe unter anderem zusammen mit Diocletian, Gospel of the Horns, Destruktor, StarGazer, Grenade, Atomizer, Misery und Nocturnal Graves auf.

## Stil
In seiner Rezension zu Traitors' Gate schrieb Michel Renaud von metalcrypt.com, dass die Band Thrash- mit Death- und ein wenig Black-Metal vermischt, woraufhin er sich an Deströyer 666, Destruktor und Razor of Occam erinnert fühlte. Vor allem der Gesang gleiche dem von Deströyer 666. Shackles sei jedoch etwas ruhiger und etwas mehr „party-artig“. Die Geschwindigkeit der Songs bewege sich zwischen dem mittleren und hohen Geschwindigkeitsbereich.

## Diskografie
- 2005: Orgy of Corpses - Rehearsal Slaughter (Demo, Eigenveröffentlichung)
- 2006: Coup de Grace (Demo, Beer in Your Ear Records)
- 2007: Inquisitor's Curse (Single, Beer in Your Ear Records)
- 2009: Traitors' Gate (Album, Hells Headbangers Records)